# 钟明彪
钟明彪（1910年—2006年），中国人民解放军将领、中国人民解放军开国少将。
湖南平江人，副兵团职离休干部、吉林省军区原副司令员。1930年参加中国工农红军，1932年加入中国共产党。历任战士、班长、排长、连长、团政治指导员、科长、营政委、抗日军政大学学员队政治指导员、团政治委员兼团长、处长、纵队副纵队长兼团长、旅司令部参谋长、副师长、师长、军政治部主任、军司令部参谋长、总高级步兵学校物资保障部部长、吉林省军区副司令员等职，参加过五次反“围剿”、四平保卫战、辽沈、平津等战役战斗和二万五千里长征。他1955年被授予少将军衔，曾荣获二级八一勋章、二级独立自由勋章、一级解放勋章和一级红星功勋荣誉章。
2006年5月2日，因病医治无效，在长沙逝世。
。